# Lil Chuckee
Rashad Ballard, mer känd under sitt artistnamn Lil Chuckee, är en tonårig rappare som för närvarande lever i Atlanta dit han flyttat efter att orkanen Katrina drabbade New Orleans. Lil Chuckee är idag den yngsta medlemmen i Young Money, han upptäcktes av Lil' Wayne på en videoinspelning när han var 9 år gammal.

## Diskografi

### Album
- Charles Lee Ray (Mixtape)
- Rapper's Market: Just A Sample (Mixtape)
- Rapper's Market 2: Shop Never Closed (Mixtape)

### Singlar
- Class A - Batter Up ft. Lil Chuckee
- Lil Twist - Girl I Got You ft. Lil Chuckee
- Issa - Look At Me Now (Remix) ft. Don Juan, Lil Chuckee & Jacquees
- Issa - What Ya Lookin' At ft. Lil Chuckee
- Lil Chuckee - Big Money Talk ft. Yo Gotti & Tity Boi
- Lil Chuckee - Get The Record Straight
- John Boy - Let That Boy Cook ft. Lil Chuckee
- Lil Chuckee - Holding You Down (Remix)
- Lil Chuckee - Miss Me (Freestyle)
- Lil Chuckee - Patna Dem/Always Strapped
- Lil Chuckee - Unstoppable
- Lil Chuckee - Mr. 808
- Lil Chuckee - Hard In The Paint (Freestyle)
- Lil Chuckee - Counting Up The Paper ft. Short Dawg & Jody Breeze
- Jeff Chery - Who Is That ft. Lil Chuckee
- Lil Chuckee - Torcher ft. Fiend
- Lil Chuckee - My City ft. Jaycee Payaso
- Da Block-Burnaz - Late At Night ft. Lil Chuckee
- Lil Chuckee - Pretty Boy Swag (Remix)
- Troop41 - Do The John Wall (Mega Remix) ft. Lil Chuckee, Young Cyph, CA$H, V.I.C. & Da Kid
- Lil Chuckee - Feel Good Music
- Lil Chuckee - Lights Off
- G-Fresh - Nice Day ft. Lil Chuckee & Travis Porter
- Lil Chuckee - Free Weezy
- TK-N-Cash - Y'all Be ft. Lil Chuckee
- Lil Chuckee - Already Home (Remix)
- Lil Chuckee - My Hood (Remix)
- Lil Twist - Young Hot Boys ft. Lil Chuckee
- Lil Chuckee - Go So Hard ft. Ta Smallz & Another Bad Carter
- Lil Chuckee - Walk Like Chuckee
- Lil Chuckee - Can't Tell Me Nothing (Remix)
- Lil Chuckee - U Already Know
- Lil Chuckee - S.O.C.K Event and Young Money Night
- Mack Maine - Break Thru ft. Lil Chuckee